# Alejo Sabaraín Ramos
Alejo Sabaraín Ramos (Honda, 1795 - Bogotá, 14 de noviembre de 1817) fue un republicano y combatiente independentista del siglo XIX, compañero de con Policarpa Salavarrieta. Fue parte de las Tropas de Antonio Nariño y de las filas patriotas, participó en batallas como el Gallinazo, además estuvo en diferentes campañas como la del Sur. Fue un rebelde que hasta el día de su muerte buscó la independencia de lo que actualmente es Colombia.

## Biografía
Durante el virreinato de Nueva Granada nació en el año 1795 en villa de Honda, Cundinamarca y falleció el 14 de noviembre de 1817 en la ciudad de Bogotá; por lo que su nacionalidad era neogranadina.
Su familia pertenecía al bando peninsular; su padre era funcionario español mientras que su madre fue una criolla realista; sin embargo, por parte de sus amigos tuvo influencias que lo llevaron a tener un pensamiento en contra de los abusos coloniales de la época y así mismo de las ideas libertarias de Juan D’ Eluyar.
De su único hermano Leandro Sabaraín, se conoce que luchó en conjunto con Alejo contra los españoles en la costa Atlántica, pues el gobierno de Cundinamarca les dio un reconocimiento por su impecable y valiente papel en las orillas del océano mediante un comunicado oficial.
Estudios
Sus únicos estudios fueron primarios, los cursó en villa de Honda de donde era originario. Tuvo una formación militar patriótica como republicano desde que era adolescente.

## Historia militar
Hizo parte de las fuerzas de la Junta de Gobierno de Mariquita luego del 20 de julio de 1810, (día icónico a raíz del grito de independencia). Durante la Patria Boba batalló contra las tropas de la ciudad de Ambalema, bajo las banderas del municipio de Honda, combate que se le otorgó el nombre del “Gallinazo” y le permitió recibir el bautismo de fuego a sus tan solo 15 años con un rango de Alférez.
Al extenderse el dominio de Cundinamarca sobre el departamento del Tolima, Sabaraín empezó a pertenecer a las tropas de Antonio Nariño y así mismo a ser participé de campañas como El Socorro y Pamplona. 
Para el año 1813 combatió en Juanambú en El Tablón de Gómez, en la Cañada y en pequeños combates continuos que perjudicaron al ejército patriota que traía consigo ya diferentes problemáticas presentes, como la escasez de comida, la topografía de aquel entonces y el acoso de las guerrillas patianas.
Fue llamado cobarde y rebajado a la categoría de soldados rasos junto con el capitán Rengifo por Nariño luego de que este les consultara sobre el futuro de la campaña que estaban llevando a cabo y que recibiese como respuesta una propuesta de retirada para la tropa, acto que no impidió que tanto el alferéz como el capitán dejarán de batallar al lado de Antonio.
Sabaraín queda bajo el mando de los generales Miguel de Serviez y José María Cabal, puesto que tras la pérdida de la batalla de los ejidos en Pasto contra los realistas el general Nariño fue llevado preso a España.
Los patriotas empezaron a verse más vulnerables ante los españoles, provocando que estos en un afán por tener el control atacaran al coronel Sámano en la Cuchilla del Tambo; esto conllevo a que murieran más soldados y que otros fueran retenidos por las tropas contrarias. Todo hacia parecer que Alejo terminaría siendo ejecutado; sin embargo, la pena le fue perdonada.

## Vida amorosa
Hubo un amor entre María Ignacia Valencia y Sabaraín, a quien conoció por medio de Rusebia Caycedo, la madre de aquella mujer quien se encargaba de llevarle provisiones y medicinas a los patriotas y prisioneros que se encontraban en Popayán.
El amor surgió en medio de una cárcel donde estaba preso y a continuación terminaría llegando hasta Santa Fe de Bogotá.
Es liberado el primero de julio de 1817 gracias a un indulto proclamado por Fernando VII en donde les otorgó la libertad a los prisioneros republicanos.
Alejo a partir de ese momento empieza a comandar las guerrillas en Honda junto con Ignacio Rodríguez, quien era un antiguo compañero de lucha, también se vuelve parte de las organizaciones rebeldes pertenecientes a Santa Fe, en donde pretende en compañía de las guerrillas que actuaban en el piedemonte llanero, en San Gil y en las orillas de Honda, levantar la capital. María Ignacia tomo partido en esta movilización al igual que otras importantes damas santafereñas; simultáneamente su querido Sabaraín y Policarpa establecían contacto con las tropas insurgentes a cargo de Rodríguez y el cura Mariño.

## Muerte

### Causas
Al reunirse con las fuerzas patriotas Sabaraín es encontrado y apresado; en medio de tal acontecimiento los españoles le incautan unas cartas que exponen a la escandalosa red, entre ellos son ajuiciados a morir en el caldaso, Policarpa Salavarrieta y otros insurgentes.

### Día final
El 14 de noviembre del año 1817, a las nueve de la mañana Alejo Sabaraín, Policarpa Salavarrieta, el poeta José María Arcos, Francisco Arellano, Juan Manuel Díaz y otros condenados son acompañados por dos sacerdotes a sus costados, María Ignacia observa el día del juicio final de su amado desde el balcón y lo despide hincada a un pequeño crucifijo con la esperanza de que tal situación tuviese un final diferente.
Los patriotas ajuiciados, piden morir arrodillados por motivos religiosos una vez se les exigió ponerse de espaldas por ser unos traidores del rey Fernando VII.
Para las once de la mañana son fusilados la Pola, Antonio Suárez, Antonio Galeano y Manuel Manrufus, procedente a esto se acribillo a Manuel Díaz, al poeta Arcos y por último a Sabaraín. Sus cuerpos ensangrentados son colgados en la horca a excepción del de la Pola, quien por respeto al género femenino no es expuesto; la Cofradía de la Piedad del Templo de la Veracruz se encargó de recoger los cadáveres de Alejo Sabaraín y los otros para darles una cristiana sepultura.